# قط صومالي
القط الصومالي هو نوع من أنواع القطط الحبشية الذي يتميز بالشعر الطويل، وينتشر في أمريكا. له معطف متوسط الطول ذو قبة كثيفة، ويشبه القط الحبشي في مظهره. يتميز بنشاطه الشديد وذكائه الفائق، كما يمتلك مهارات عالية في الصيد، خاصة في اصطياد الفئران. يحتاج هذا القط إلى الشعور بالاحترام والثقة من مالكه قبل أن يُظهر تعلقه به. وعلى الرغم من تفضيله العيش في الأماكن المغلقة، إلا أنه يشعر بحاجته إلى الحرية والانطلاق في البيئات المفتوحة.

## تاريخ
في الأربعينيات من القرن الماضي، قام مربي بريطاني يُدعى جانيت روبرتسون بتصدير بعض جراء القطط الحبشية إلى أستراليا ونيوزيلندا وأمريكا الشمالية. ومن نسل هذه القطط، ظهر بين الحين والآخر جراء ذات فراء طويل أو كثيف. في عام 1963، أدخلت ماري مايليغ، وهي مربية من كندا، قطًا من هذه القطط إلى معرض محلي للحيوانات الأليفة. وعندما رأى القاضي كين ماكغيل هذا القط، طلب الحصول على واحد منه لأغراض التزاوج.
في الأربعينيات من القرن العشرين، قامت مربية بريطانية تُدعى جانيت روبرتسون بتصدير عدد من القطط الحبشية إلى أستراليا، نيوزيلندا، وأمريكا الشمالية. ومن خلال هذه القطط، ظهرت أحيانًا سلالات جديدة تحمل فروًا طويلاً أو كثيفًا. في عام 1963، قامت ماري مايليغ، وهي مربية من كندا، بعرض إحدى هذه القطط في معرض محلي للحيوانات الأليفة، حيث لفتت انتباه القاضي كين ماكغيل، الذي طلب الحصول على قط من هذه السلالة لأغراض التزاوج.
أول قطة حبشية ذات شعر طويل معروفة، والتي أُطلق عليها اسم "رابي تشوفا من سيلين"، ظهرت في أمريكا الشمالية عام 1953. وقد رجّح المربون أن الجين المسؤول عن الفرو الطويل قد انتقل من خلال أسلاف هذه القطة. أثار ظهور هذه السلالة دهشة المربين، إذ رفض العديد منهم الاعتراف بها، في حين أبدى آخرون إعجابهم بها واستمروا في تربيتها. في البداية، واجهت هذه السلالة الجديدة رفضًا من مربي القطط الحبشية التقليديين، الذين سعوا لإقصاء جين الشعر الطويل من سلالاتهم.
المربية الأمريكية إيفلين ميغ لاحظت ولادة قطط حبشية ذات شعر طويل من سلالاتها، فقامت بإطلاق اسم "القط الصومالي" على هذه الفئة الجديدة. شجعت ميغ على تزاوج هذه القطط مع قطط حبشية أخرى ذات شعر طويل، واكتشفت وجود عدد من المربين الدوليين الذين كانوا يعملون بالفعل على تربية هذا النوع لسنوات. كما تعاون المربي الكندي دون ريتشينغز مع ميغ مستخدمًا قططًا صغيرة من جامعة ماكغيل. كانت أول قطة صومالية معترف بها رسميًا من قبل المنظمات المختصة تُدعى "مايلينغ توتسوتا"، والتي تعود أصولها إلى قطط جامعة ماكغيل.
في عام 1979، حظيت السلالة باعتراف رسمي من قبل رابطة محبي القطط في أمريكا الشمالية، وفي عام 1982، تم قبولها في أوروبا. وبحلول عام 1991، انتشر الاعتراف بالسلالة على نطاق واسع، لكنه لم يكن عالميًا بالكامل بعد.
اسم "الصومالي" مستوحى من دولة الصومال، التي تحد إثيوبيا (المعروفة قديمًا بالحبشة). اعتبرت ميغ أن العلاقة بين القط الحبشي والقط الصومالي تشابه الحدود الجغرافية بين الدولتين، حيث يُمثل القط الحبشي إثيوبيا، في حين يرمز القط الصومالي إلى الصومال.
كما قامت ميغ بتأسيس "نادي القط الصومالي الأمريكي"، الذي ضم مربيين من كندا أيضًا. عملت هذه الجمعية على تعزيز الاعتراف بالسلالة ومنحها وضع البطولة من قبل رابطة محبي القطط، وهو ما تحقق في عام 1979. وفي عام 1975، أُسس "نادي القط الصومالي الدولي" تحت مظلة رابطة محبي القطط.

## المظهر
القط الصومالي يتميز بجسمه المستطيل والرشيق، حيث يكون ظهره مقوسًا أغلب الوقت وكأنه على وشك القفز. سيقانه نحيلة لكنها قوية، بينما رأسه مستدير وله أذنان عريضتان وعينان لوزيتان باللونين الأخضر أو الذهبي. ذيله قوي وكثيف الشعر. هذا النوع من القطط أكبر قليلاً من القط الحبشي. قد يأتي لونه بألوان متنوعة، مثل الأحمر القاني، أو قد يكون رأسه أسود وجسمه برتقالي بني، أو قد يكون رأسه بني وجسمه أحمر.
فراء القط الصومالي يحتوي على تكتل لوني مميز، حيث تحتوي كل شعرة على ما بين عشرين إلى أربع وعشرين لونًا مختلفًا. كما أن فراءه ناعم جدًا، مما يجعله أكثر ليونة مقارنةً مع سلالات القطط الأخرى. يتم تصنيفه ضمن الحجم المتوسط إلى الكبير، ويُعترف به في فئة الاتحاد البريطاني لتربية القطط  بشكل منفصل عن القطط الحبشية.

### الألوان
تتميز جميع القطط الصومالية بنمط "التابي" المميز (المخطط) بالتكتل. القط الصومالي ذو اللون المعتاد أو اللون الرودي (البني العسلي) له لون أرضي بني ذهبي يتخلله تكتل أسود، ويُطلق على هذا النمط المصطلح الوراثي "التابي الأسود المتدرج". أسماء ألوان الفراء في القطط الصومالية تشير إلى اللون الذي يتم تكتيله في فرائها.
هناك 28 لونًا مختلفًا للقطط الصومالية، على الرغم من أن بعض المنظمات تقبل فقط عددًا محدودًا من هذه الألوان. جميع المنظمات التي تقوم بتسجيل القطط الصومالية تقبل الألوان التالية: اللون المعتاد (الذي يعتبر وراثيًا أسودًا، ويُسمى أيضًا رودي أو تواني في القطط الصومالية)، الأزرق، السيريل (الذي يُعتبر وراثيًا قرفة أو أحمر في القطط الصومالية)، والفوان. كما تعترف معظم الأندية بالألوان الفضية من هذه الأنواع، مثل الرودي الفضّي، الأزرق الفضّي، السيريل/الأحمر الفضّي، والفوان الفضّي.
بعض الألوان الأخرى التي قد تُقبل من قبل بعض السجلات تشمل الشوكولاتة، البنفسجي الفاتح، الأحمر، الكريمي، وكذلك التورتي من بعض هذه الألوان مثل التورتي المعتاد، التورتي الأزرق، التورتي السيريل، التورتي الفوان، التورتي الشوكولاتة، التورتي الليلاك، بالإضافة إلى النسخ الفضية من هذه الألوان (مثل التورتي الأزرق الفضّي).